# アンドリュー・ロロ (第5代ロロ卿)

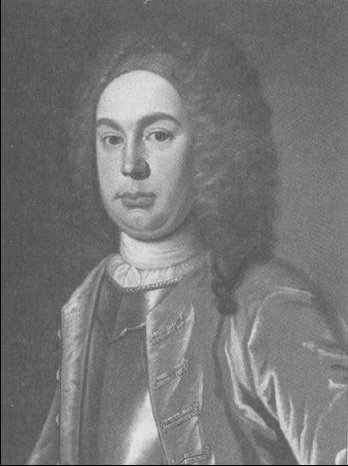
1758年頃の肖像画

第5代ロロ卿アンドリュー・ロロ（英語: Andrew Rollo, 5th Lord Rollo、1703年11月18日 – 1765年6月20日）は、イギリスの貴族、陸軍軍人。フレンチ・インディアン戦争への参戦で知られる。

## 生涯
第4代ロロ卿ロバート・ロロとメアリー・ロロ（1685年 – 1765年4月16日、サー・ヘンリー・ロロの娘）の息子として生まれた。
1743年にイギリス陸軍に入隊、同年にデッティンゲンの戦いに参戦した。デッティンゲンでの戦功により第22歩兵連隊の大尉に昇進した。その後、1750年に少佐に、1756年に中佐に、1762年に大佐に昇進した。一方でアメリカ方面軍には代将として従軍、フレンチ・インディアン戦争においては1758年のルイブール包囲戦、1760年のカナダ征服、1762年のマルティニーク島侵攻に参加した。また、戦争中の1758年3月8日に父が死去すると、ロロ卿の爵位を継承した。
1765年6月2日に死去、息子ジョンに先立たれたため弟ジョンが爵位を継承した。

## 家族
1727年4月22日、キャサリン・マレー（1763年7月28日没、ジェームズ・マレーの次女）と結婚、1男1女を儲けた。
- アン（1720年10月24日 – 1746年12月9日） - 子供なし
- ジョン（1736年12月6日 – 1762年1月24日） - 陸軍軍人。マルティニーク島にて病死、子供なし

1765年2月17日、エリザベス・マリ（Elizabeth Moray、1781年5月6日没、ジェームズ・マリの次女）と再婚したが、2人の間に子供はいなかった。